# Niederweningen
Niederweningen est une commune suisse du canton de Zurich, située dans le district de Dielsdorf.

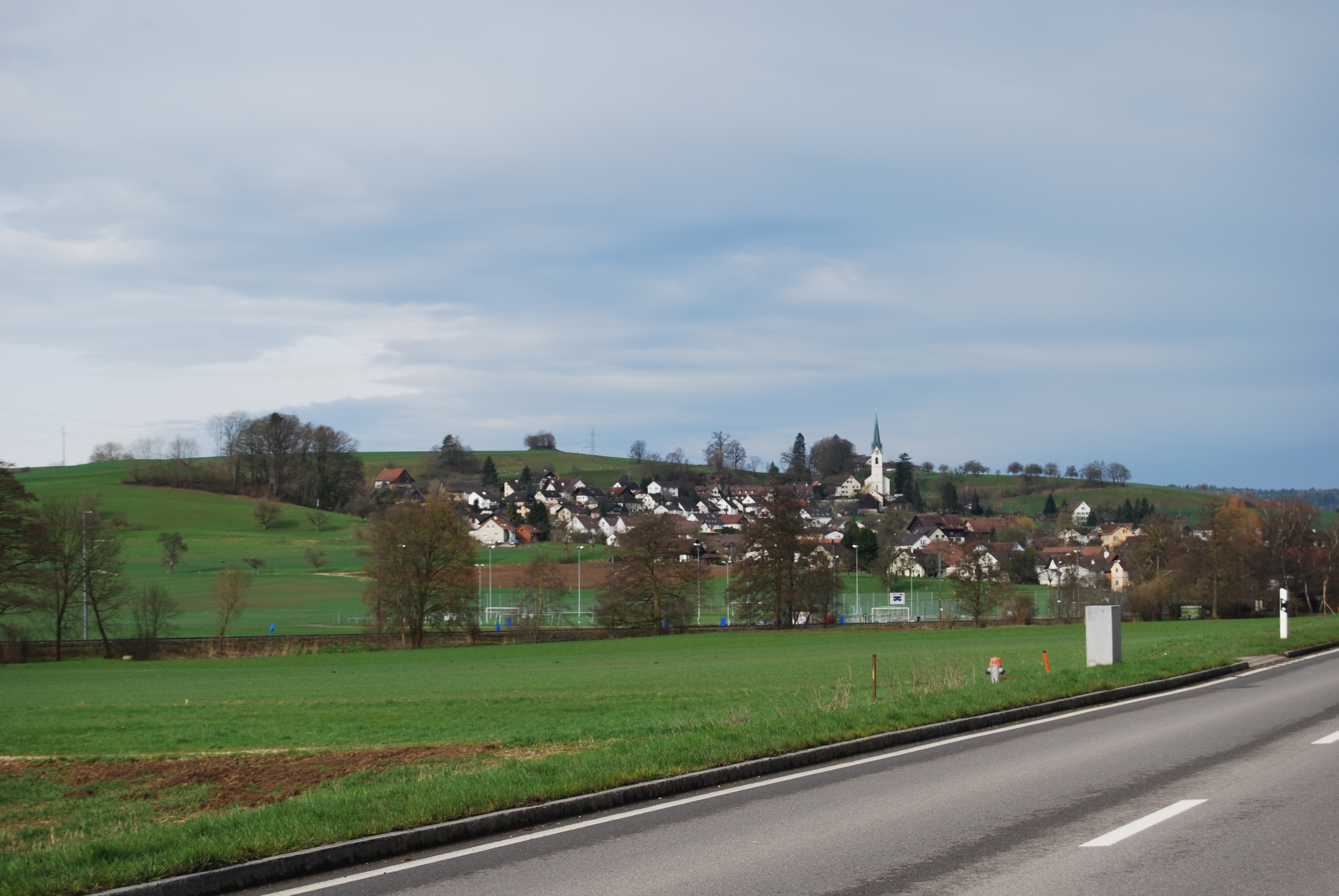
Niederweningen.

Photo aérienne (1953).